# Horsa

Escudo de la ciudad de Bünde, en Renania del Norte-Westfalia, que representa a Horsa y a su hermano Hengest dándose la mano tras acordar la invasión de Gran Bretaña; acuerdo que, según la tradición, se produjo en Bünde.

Horsa fue un guerrero sajón del siglo V que, conjuntamente con su hermano Hengest, protagonizó la primera colonización germánica en la isla de Gran Bretaña. Algunos historiadores -como Edward Gibbon en su clásica obra Historia de la decadencia y caída del Imperio romano- citan a ambos hermanos como sajones, oriundos de Jutlandia, que lideraron a anglos, sajones y jutos en la invasión y protagonizaron un asentamiento en el reino de Kent.
Según la crónica anglosajona, Horsa murió en la batalla de Aylesford (455), combatiendo junto a su hermano contra Vortigern, rey de los britones, quien en principio había facilitado su asentamiento a cambio de proteger el reino del ataque de los pictos, pero posteriormente la colonización se convirtió en conquista.
Horsa fue enterrado en el este de Kent, donde un monumento recordaba su nombre y que aún existía en los tiempos de Beda.